# Marian Wieleżyński
Marian Wieleżyński (ur. 17 lutego 1879 w Zastawnej, zm. 9 kwietnia 1945 we Lwowie) – polski inżynier chemik.

## Życiorys
Urodził się w rodzinie właściciela ziemskiego Waleriana Wieleżyńskiego i Natalii z domu Knapp, spokrewnionej z ormiańską rodziną Abgarowiczów. Był młodszym bratem Aleksandra (ur. 1874), pułkownika uzbrojenia Wojska Polskiego. W 1883 Walerian Wieleżyński zginął w katastrofie kolejowej, a Marian razem z matką zamieszkał u dziadków w Ołomuńcu. Tam rozpoczął naukę i zaczął czytać duże ilości książek, co wzbudziło sympatię miejscowego rabina, który pozwalał mu korzystać ze swojej biblioteki.  
Ponieważ w rodzinie Knappów mówiono po niemiecku, toteż rabin postanowił nauczyć Mariana Wieleżyńskiego od podstaw języka polskiego, wypożyczał mu również do czytania klasykę polskiej literatury. Gdy zmarł jego dziadek, przeprowadził się z matką do Czerniowiec, gdzie w 1896 ukończył gimnazjum.  
W 1897 wyjechał do Lwowa i rozpoczął studia w Szkole Politechnicznej na Wydziale Chemii, trzy lata później został usunięty z uczelni, ponieważ był zaangażowany w działalność polityczną i należał do PPS. Wyjechał do Wiednia i kontynuował naukę na tamtejszej Politechnice, którą ukończył w 1901, otrzymując nagrodę za wybitne osiągnięcia w nauce.  
Miesiąc po otrzymaniu dyplomu ożenił się z Jadwigą Siedlecką, a następnie zamieszkali w Drohobyczu, gdzie Marian rozpoczął pracę w rafinerii „Galicja”. Zniechęcony relacjami pracodawcy znieważającego pracowników postanowił odejść, pozostawiając metodologię procesu otrzymywania białej parafiny.  
Dzięki współpracy urzędu celnego założył własną stację doświadczalną, w której badał charakterystykę ropy i jej pochodnych eksportowanych z Borysławia. Zainteresował się wówczas gazem ziemnym, który był wówczas traktowany jako bezużyteczny i spalany w specjalnych tzw. pochodniach. W 1907 od takiej pochodni zapalił się szyb „Oil City”, sprawiło to, że Marian Wieleżyński postanowił zachęcić przedsiębiorców do zakupu instalacji skraplających i transport tzw. gazoliny na potrzeby przemysłu i oświetlania miast.  
Około 1910 poznał Władysława Szaynoka, który przez lata był jego wspólnikiem. W tym czasie pracował nad pierwszym gazociągiem, który miał połączyć kopalnię „Klaudiusz” z zakładem przetwórczym w Borysławiu. W 1912 starostwo drohobyckie zatwierdziło przedstawiony projekt, pozwolenie otrzymał „Zakład Gazu Ziemnego. Inż. Marian Wieleżyński Sp. z o.o.”, który wybudował początkowo gazociąg o długości siedmiuset metrów.  
Kolejnym projektem był wybudowany przez austriacką firmę „Erdgass” czternastokilometrowy gazociąg z Tustanowic do rafinerii w Drohobyczu. Ponieważ budowa została przeprowadzona wzorcowo, dostawcy kompresorów zaprosili Mariana Wieleżyńskiego i jego wspólnika Władysława Szaynoka do Stanów Zjednoczonych, gdzie poznali tamtejszy przemysł naftowy.  
Po powrocie założyli we Lwowie przedsiębiorstwo „Gaz Ziemny Sp. z o.o.”, a dwa lata później „Gazolinę Sp. z o.o.”.  
W 1918 został polskim komisarzem rządowym w Borysławiu, w listopadzie tego samego roku został internowany przez Ukraińców w obozie jenieckim w Kołomyi i przetrzymywany tam do maja 1919. Po powrocie zastał spółkę pracującą bez najmniejszych uchybień, nad zachowaniem kondycji przetwórczej czuwał zespół pracowników. Dzięki zbiegowi okoliczności udało mu się zakupić działkę pod budowę kopalni za symboliczną kwotę.  
We wrześniu 1916 pomógł starszemu mężczyźnie na dworcu w Stryju wnieść ciężką walizę do wagonu. Po dwóch latach pobytu w Wiedniu w interesach tj. finalizowania przerwanej aresztowaniem transakcji zakupu działki nad złożami roponośnymi w Tustanowicach okazało się, że osobą spotkaną na dworcu w Stryju był dyrektor ordynacji spadkobierców Dawida Lindenbauma, a walizka zawierała złoto. W ramach wdzięczności ułatwił Marianowi Wieleżyńskiemu przeprowadzenie transakcji, a poza zakupem działki okazyjnie sprzedał również szyby naftowe w Tustanowicach i Orowie.  
W 1920 razem z Władysławem Szaynokiem i Gabrielem Sokolnickim stworzyli spółkę akcyjną Gazolina, tworząc jej statut, Marian Wieleżyński zrealizował swoje młodzieńcze idee, był prekursorem akcjonariatu pracowniczego. Od 1927 jednym z dyrektorów firmy był legionista i potem poseł na sejm Bronisław Wojciechowski.  
W 1931 przeciwko Marianowi Wieleżyńskiemu wniesiono pozew sądowy. Związane było to z wybuchem gazu w Gdyni. Instalację gazową w tym mieście wybudowała kierowana przez niego spółka Gazolina. Jego syn Ignacy został aresztowany, ale udowodniono, że przyczyną wybuchu był sabotaż (być może niemiecki). W 1934 prezydent Ignacy Mościcki powierzył mu misję wprowadzenia akcjonariatu w przejmowanym od kapitału niemieckiego koncernie „Wspólnota Interesów”, który zatrudniał wówczas ok. 30 tysięcy pracowników. Raport z wizytacji sporządził syn Mariana Wieleżyńskiego Leszek, przejęcie nastąpiło w 1936. Po zajęciu Lwowa przez Armię Czerwoną uniknął represji dzięki wstawiennictwu Feliksa Kohna, któremu w młodości pomógł, gdy ten uciekł z zaboru rosyjskiego.
Zmarł 9 kwietnia 1945 r. w domu swojej córki Jadwigi Jamróz we Lwowie przy ulicy Kulparkowskiej na chorobę nowotworową. Pogrzeb odbył się 12 kwietnia 1945 na Cmentarzu Kulparkowskim w rodzinnej kaplicy wybudowanej przez niego samego dla zmarłego przedwcześnie (4.12.1932 r.) zięcia, dr inż. Stanisława Romana Jamroza. Podczas likwidacji cmentarza w 1960 roku prochy obu przeniesiono na Cmentarz Łyczakowski. Skromny grób jest pięknie położony na zboczu z widokiem na Cmentarz Orląt Lwowskich, numer rzędu 42, mogiła 4 od alejki komunikacyjnej. Ze względu na muzealny status cmentarza groby mają tylko oznaczenia przedwojenne, stąd jedyna tabliczka dotyczy Stanisława Romana Jamroza, niemniej pochowane są tam również Jadwiga Wieleżyńska z Siedleckich (żona Mariana), Jadwiga Jamróz z Wieleżyńskich (córka Mariana) oraz Jadwiga Jamrozówna (wnuczka Mariana).

## Odznaczenia
- Odznaka Pamiątkowa Więźniów Ideowych[6]

5 listopada 1935 Komitet Krzyża i Medalu Niepodległości odrzucił wniosek o nadanie mu tego odznaczenia „z powodu braku pracy niepodległościowej”.